# Districtul Carrickfergus
Carrickfergus (irlandeză Carraig Fhearghais) este un district în Irlanda de Nord. Din punct de vedere administrativ, Carrickfergus este un district al Irlandei de Nord.